# دوروثي دالتون (لاعبة جمباز فني)
دوروثي دالتون (بالإنجليزية: Dorothy Dalton)‏ هي لاعبة جمباز فني أمريكية، ولدت في 1 أغسطس 1922 في نيوآرك في الولايات المتحدة، وتوفيت في 9 مايو 1973.

## وصلات خارجية
- دوروثي دالتون على موقع أوليمبيديا (الإنجليزية)